# Les Dieux du jeu 3 : Retour à Shanghai
Ne doit pas être confondu avec Les Dieux du jeu 3 : Les Débuts.
Série
Les Dieux du jeu 2
(1990) The Conman
(1998)
Pour plus de détails, voir Fiche technique et Distribution.
Les Dieux du jeu 3 : Retour à Shanghai (赌侠II之上海滩赌圣, Dou hap II: Seung Hoi taam dou sing, litt. « Le Chevalier du jeu 2 : Le Saint du jeu de la plage de Shanghai ») est un film hongkongais écrit et réalisé par Wong Jing et sortie en 1991 à Hong Kong. C'est la suite des Dieux du jeu 2 (1990).
Le titre Les Dieux du jeu 3 présente une lacune car le « Dieu du jeu » (Chow Yun-fat) n'apparaît pas dans le film, tout comme le titre chinois Le Chevalier du jeu 2 car le « Chevalier du jeu » (Andy Lau) n'apparaît pas non plus. Le film est en fait la suite des aventures du « Saint du jeu » (Stephen Chow). En plus de cela, la « plage de Shanghai » ne fait pas référence aux rives de Shanghai mais à une série TV des années 1980 intitulée The Bund (en) qui raconte l'affrontement de triades à Shanghai dans les années 1930.
Elle totalise 31 363 730 HK$ de recettes, confirmant la popularité importante de Stephen Chow au box-office durant cette période.

## Synopsis
Après les événements des Dieux du jeu 2, Tai-kun (John Ching), le « Diable du jeu », qui avait perdu ses pouvoirs extrasensoriels, les retrouve et cherche à se venger de Sing (Stephen Chow), le « Saint du jeu ». Lorsque Tai-kun, aidé de ses compagnons, exerce ses pouvoirs sur Sing qui fait de même contre eux, l'espace-temps se déforme et Tai-kun et Sing sont envoyés dans le Shanghai de 1937.
Après avoir rencontré son propre grand-père Chow Tai-fook (Ng Man-tat) et le millionnaire affable Ding Lik (Ray Lui), Sing doit faire face aux ennemis de Ding Lik et aux forces armées japonaises tout en ayant le béguin pour des sœurs jumelles. Il cherche à découvrir qui a vaincu le « Dieu du jeu » français, Pierre Cashon, de l'époque, et surtout comment revenir dans le Hong Kong de 1991. Le film se termine par une partie de poker entre Sing et Pierre Cashon, avec le destin de Shanghai en jeu.

## Fiche technique
- Titre  : Les Dieux du jeu 3 : Retour à Shanghai
- Titre original : 赌侠II之上海滩赌圣
- Réalisation : Wong Jing
- Scénario : Wong Jing
- Photographie : Peter Pau
- Montage : Robert Choi
- Musique : Lowell Lo
- Production : Jimmy Heung
- Société de production : Win's Movie Production et Samico
- Société de distribution : Newport Entertainment
- Pays d'origine :  Hong Kong
- Langue originale : cantonais
- Format : couleur
- Genre : Comédie dramatique
- Durée : 116 minutes
- Dates de sortie :
  -  Hong Kong : 22 août 1991
  -  Taïwan : 5 octobre 1991

## Distribution
- Stephen Chow : Chow Sing-cho, le « Saint du jeu »
- Ng Man-tat : Oncle Tat/Chow Tai-fook
- Gong Li : Yu-san/Yu-mong (Yu-san signifie « féerique » tandis que Yu-mong signifie « onirique »)[2]
- Sandra Ng : Spring
- Ray Lui : Ding Lik
- Charles Heung : Lung Ng
- Lung Fong : Wong Kam-kwai
- Sharla Cheung : Yee-mong, la dame des rêves (caméo)
- Barry Wong : le commissaire Wong (caméo)
- John Ching : Tai-kun, le « Diable du jeu »